# Срі Вагюні Агустіані
Срі Вагюні Агустіані (нар. 13 серпня 1994, Бандунґ, Індонезія) — індонезійська важкоатлетка, срібна призерка Олімппійських ігор 2016 року.

## Результати
| Рік              | Місце                    | Вага             | Ривок            | Ривок            | Ривок            | Ривок            | Поштовх          | Поштовх          | Поштовх          | Поштовх          | Загалом          | Місце            |
| Рік              | Місце                    | Вага             | 1                | 2                | 3                | Місце            | 1                | 2                | 3                | Місце            | Загалом          | Місце            |
| Олімпійські ігри | Олімпійські ігри         | Олімпійські ігри | Олімпійські ігри | Олімпійські ігри | Олімпійські ігри | Олімпійські ігри | Олімпійські ігри | Олімпійські ігри | Олімпійські ігри | Олімпійські ігри | Олімпійські ігри | Олімпійські ігри |
| ---------------- | ------------------------ | ---------------- | ---------------- | ---------------- | ---------------- | ---------------- | ---------------- | ---------------- | ---------------- | ---------------- | ---------------- | ---------------- |
| 2016             | Ріо-де-Жанейро, Бразилія | до 48 кг         | 82               | 85               | 87               | 2                | 107              | 115              | 115              | 2                | 192              | 2                |
| Чемпіонат світу  |                          |                  |                  |                  |                  |                  |                  |                  |                  |                  |                  |                  |
| 2015             | Х'юстон, США             | до 48 кг         | 74               | 78               | 78               | 18               | 100              | 103              | 104              | 9                | 182              | 10               |
| 2014             | Алмати, Казахстан        | до 48 кг         | 75               | 77               | 80               | 9                | 99               | 101              | 106              | 3                | 183              | 4                |